# The English Roses

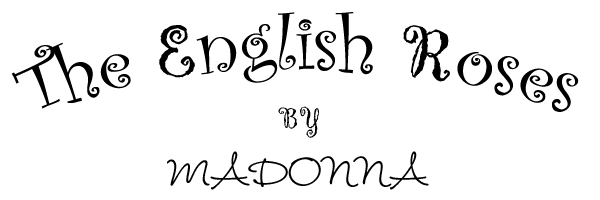
Capa do livro de Madonna "The English Roses".

As Rosas Inglesas, originalmente The English Roses,  é o primeiro livro de uma série de cinco livros de autoria da cantora pop Madonna.
As Rosas Inglesas foi o único livro da série que chegou ao Brasil, publicado pela Editora Rocco. O livro foi publicado inicialmente em cem países e traduzido em trinta idiomas. Madonna disse ter escrito o livro para os filhos Lola e Rocco.[carece de fontes?] Em Portugal, As Rosas Inglesas são publicadas pela editora Dom Quixote.

## Resumo
As Rosas Inglesas fala de Nicole, Amy, Charlotte e Grace, quatro amigas inseparáveis que tratavam muito mal a pobre Binah, uma garota muito pobre e sozinha. Só depois de voarem com a ajuda de uma fada madrinha para casa de Binah é que descobrem o quanto triste era sua vida.Binah perdeu sua mãe ainda pequena e, é criada pelo pai.
Alguns livros da série são:
- as rosas inglesas amigas p/ sempre
-as rosas inglesa-adeus grace?
0as rosas inglesas-garota nova